# Æ̈
Æ̈ (minuskule æ̈) je speciální písmeno latinky. Nazývá se Æ s přehláskou. Používá se pouze v jazyce huaorani, který používá asi 1200 lidí v Ekvádoru a Peru. Jelikož se toto písmeno nikde jinde nepoužívá a jazyk huaorani je považovaný za ohrožený, je písmeno Æ̈ rovněž považováno za ohrožené. V Unicode je majuskulní tvar sekvence <U+00C6, U+0308> a minuskulní <U+00E6, U+0308>.